# Such a Little Queen (film, 1914)

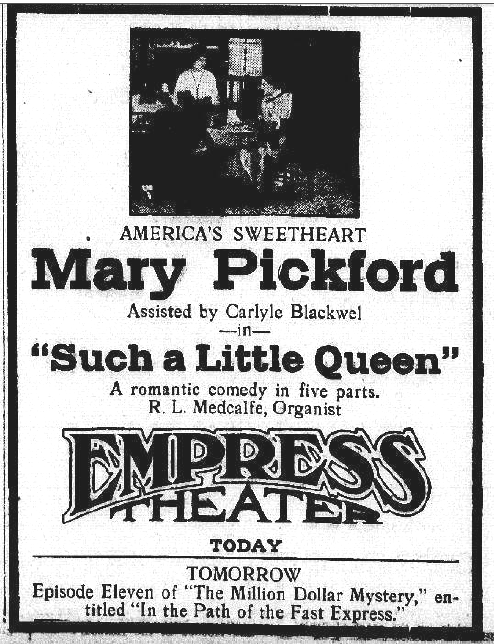
Annonce pour le film dans le journal The Daily Missoulian.

Pour l’article homonyme, voir Such a Little Queen.
Such a Little Queen est un film américain réalisé par Hugh Ford et Edwin S. Porter, sorti en 1914.

## Fiche technique
- Réalisation : Hugh Ford et Edwin S. Porter
- Scénario : Hugh Ford, adaptation d'une pièce de Channing Pollock
- Producteurs : Adolph Zukor, Daniel Frohman
- Photographie : Ernest Haller
- Genre : Comédie romantique[1]
- Distributeur : Paramount Pictures
- Durée : 55 minutes (5 bobines[2])
- Date de sortie : 21 septembre 1914

## Distribution
- Mary Pickford : la reine Anna Victoria
- Carlyle Blackwell : le roi Stephen
- Harold Lockwood : Robert Trainor
- Russell Bassett : le Premier Ministre
- Arthur Hoops : Prince Eugene